# Xiphosomella insularis
Xiphosomella insularis är en stekelart som först beskrevs av William Harris Ashmead 1894.  Xiphosomella insularis ingår i släktet Xiphosomella och familjen brokparasitsteklar. Inga underarter finns listade i Catalogue of Life.